# Lothar Kreyssig
Lothar Paul Ernst Kreyssig, auch Kreyßig (* 30. Oktober 1898 in Flöha, Sachsen; † 5. Juli 1986 in Bergisch Gladbach) war von 1928 bis 1940 Richter, zuletzt am Vormundschaftsgericht in Brandenburg an der Havel. Durch seine Arbeit erfuhr er von der Ermordung Behinderter und anderer Betreuter im Rahmen der NS-Krankenmorde. Als einziger deutscher Richter wandte er sich gegen dieses Unrecht, unter anderem mit einer Strafanzeige gegen Reichsleiter Philipp Bouhler. Er verlor sein Amt und war zeitweise mit der Deportation in ein KZ bedroht. Nach dem Krieg war er an den Gründungen der Aktion Sühnezeichen und der Aktionsgemeinschaft Solidarische Welt beteiligt.

## Leben

### Ausbildung
Kreyssig wurde als Sohn eines Kaufmanns und Getreidegroßhändlers geboren. Nach der Grundschule besuchte er ein Gymnasium in Chemnitz. Er legte das Notabitur ab und meldete sich 1916 als Freiwilliger in der deutschen Armee. In den zwei letzten Kriegsjahren gelangte er nach Frankreich, ins Baltikum und nach Serbien. Nach Kriegsende studierte er zwischen 1919 und 1922 Rechtswissenschaft an der Universität Leipzig, wo er sich der Landsmannschaft Grimenisa anschloss. 1923 wurde Kreyssig promoviert und nahm ab 1926 eine Tätigkeit am Landgericht Chemnitz auf. Ab 1928 war er dort als Richter tätig.

### Zeit des Nationalsozialismus
Vor der „Machtergreifung“ der Nationalsozialisten hatte Kreyssig die NSDAP gewählt. Nach der „Machtergreifung“ verhielt er sich anfangs systemkonform und trat der Nationalsozialistischen Volkswohlfahrt bei. 1934 wurde er auch Mitglied im Bund Nationalsozialistischer Deutscher Juristen (BNSDJ) und im Reichsbund der Deutschen Beamten.
Mit Verweis auf seine richterliche Unabhängigkeit weigerte er sich jedoch bereits 1933, der NSDAP beizutreten. Kreyssig war evangelischer Christ und trat 1934 der Bekennenden Kirche (BK) bei. 1935 wurde er zum Präses der Synode der Bekennenden Kirche im Gebiet der Evangelisch-Lutherischen Landeskirche Sachsens, deren offizielle Organe damals Deutsch-Christlich dominiert waren und die daher von der BK als zerstörte Kirche angesehen wurde.
Beruflich konnte er weiterhin als Richter arbeiten. 1937 erfolgte seine Versetzung als Vormundschaftsrichter nach Brandenburg an der Havel. In dem in der Nähe gelegenen Ort Hohenferchesar erwarb er einen Gutshof, den Bruderhof, auf dem er biologisch-dynamische Landwirtschaft betrieb. Gegen Kreyssig bestanden wiederholt folgenlose Ermittlungsverfahren in Zusammenhang mit seinen kirchlichen Aktivitäten.
Als einziger deutscher Richter prangerte er die Euthanasiemorde der Nationalsozialisten an. Als Vormundschaftsrichter hatte er bemerkt, dass sich Nachrichten über den Tod seiner behinderten Mündel häuften. In einem Schreiben vom 8. Juli 1940 meldete er seinen Verdacht, dass die Kranken massenhaft ermordet würden, dem Reichsjustizminister Franz Gürtner, wandte sich aber auch gegen die Entrechtung der Häftlinge in den Konzentrationslagern:

„Recht ist, was dem Volke nützt. Im Namen dieser furchtbaren, von allen Hütern des Rechtes in Deutschland noch immer unwidersprochenen Lehre sind ganze Gebiete des Gemeinschaftslebens vom Rechte ausgenommen, vollkommen z. B. die Konzentrationslager, vollkommen nun auch die Heil- und Pflegeanstalten.“

Als ihm bedeutet wurde, dass die Euthanasie-Aktion von Hitler selbst veranlasst worden sei und in Verantwortung der Kanzlei des Führers ausgeführt werde, erstattete Kreyssig gegen Reichsleiter Philipp Bouhler Anzeige wegen Mordes. Den Anstalten, in denen Mündel von ihm untergebracht waren, untersagte er, diese ohne seine Zustimmung zu verlegen. Am 13. November 1940 wurde Kreyssig vom Reichsjustizminister vorgeladen. Gürtner legte ihm das Handschreiben Hitlers vor, mit dem dieser die „Aktion T4“ ausgelöst hatte und das deren alleinige Rechtsgrundlage darstelle. Mit den Worten „Ein Führerwort schafft kein Recht“ machte Kreyssig deutlich, dass er dieses nicht anerkenne. Der Reichsjustizminister stellte fest, dass er dann nicht länger Richter sein könne. Im Dezember 1940 wurde Kreyssig zwangsbeurlaubt. Versuche der Gestapo, ihn ins Konzentrationslager zu bringen, scheiterten. Zwei Jahre später, im März 1942, wurde Kreyssig durch Erlass Hitlers in den Ruhestand versetzt.
Kreyssig widmete sich anschließend verstärkt der ökologischen Landwirtschaft und der Arbeit in der Kirche.
Kreyssig organisierte 1943 ein Versteck für die Jüdin Gertrude Prochownik (1884–1982), die Witwe des Malers Leo Prochownik (1875–1936), als diese in den Untergrund ging, um der drohenden Deportation in ein Konzentrationslager zu entgehen. Ab dem November 1944 bis zum Kriegsende versteckte Kreyssig Prochownik dann bei sich zu Hause.

### Nach 1945

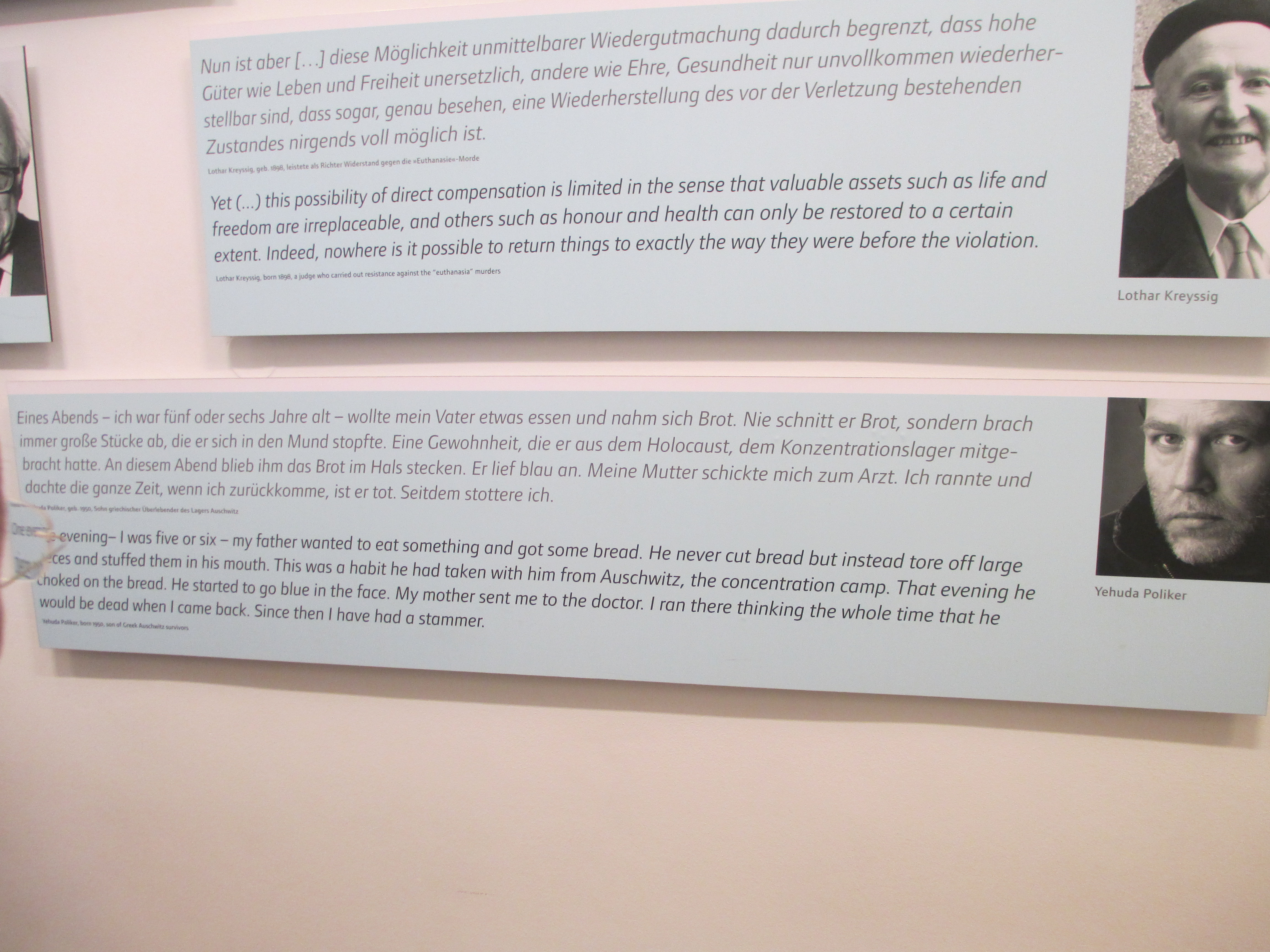
Selbstzeugnisse von Lothar Kreyssig und Yehuda Poliker in der Villa Wannsee

Nach dem Ende des Nationalsozialismus erfolgte zwar eine Würdigung als Widerstandskämpfer. Als vermeintlicher Junker verlor er jedoch Teile seines Grundbesitzes.
Wegen der nicht hinreichenden Rechtsstaatlichkeit der in der Sowjetischen Besatzungszone arbeitenden Justiz entschied sich Kreyssig gegen die Wiederaufnahme seiner beruflichen Tätigkeit. Stattdessen folgte er einem Angebot des Bischofs Otto Dibelius und wurde 1945 Konsistorialpräsident der Kirchenprovinz Sachsen in Magdeburg. 1947 wurde er Präses der Synode der Kirchenprovinz. Dieses Amt hatte er bis 1964 inne.
Auf dem Kurmärkischen Kirchentag 1950, der vom 29. Mai bis zum 1. Juni in Potsdam stattfand, hielt er nach dem Eröffnungsgottesdienst durch den Generalsuperintendenten der Kurmark Walter Braun einen Vortrag zur Frage der Verantwortung der Christen in Kirche und Gesellschaft.
1952 leitete er kurzzeitig die Kirchenkanzlei der Evangelischen Kirche der altpreußischen Union. Noch im selben Jahr wurde er deren Präses. Dieses Amt hatte er bis 1970 inne.
Zwischen 1949 und 1961 war er Mitglied im Rat der Evangelischen Kirche in Deutschland. Von 1949 bis 1958 war er auch Vizepräsident Ost des Deutschen Evangelischen Kirchentags. Geistlich war er in der Evangelischen Michaelsbruderschaft beheimatet. Kreyssigs Ansichten waren bereits zu seiner Zeit umstritten. So trat er für eine Ökumene der Christen ein, die jedoch auch die jüdische Religion umfassen sollte. Kreyssig wandte sich gegen die deutsche Wiederbewaffnung und lehnte die deutsche Teilung ab.
Auf Kreyssig gehen viele gesamtdeutsche kirchliche Einrichtungen und Ideen zurück. Er gründete die Evangelische Akademie der Kirchenprovinz Sachsen und regte die Telefonseelsorge an. Die von ihm gegründete Aktionsgemeinschaft für die Hungernden war eine Vorstufe der späteren Aktionsgemeinschaft Solidarische Welt sowie der Organisation Brot für die Welt.
Sein bedeutendstes Werk war jedoch die Aktion Sühnezeichen. 1958 rief Lothar Kreyssig zu deren Gründung auf. Junge Deutsche sollten in die ehemaligen Feindländer und nach Israel gehen, um dort um Vergebung und Frieden zu bitten. Durch praktische Arbeit sollten sie ein Zeichen der Versöhnung setzen. Erste Einsatzgebiete waren Norwegen, die Niederlande, Großbritannien, Frankreich und Griechenland. Mit dem Bau der Berliner Mauer war Kreyssig von den internationalen Aktivitäten seiner Organisation abgeschnitten. Er gab daher 1962 die Leitung ab und widmete sich dem Aufbau der Aktion Sühnezeichen in der DDR. Einer der ersten Einsätze dieser Initiative war die Enttrümmerung der zerstörten Magdeburger Kirchengebäude St. Petri und Wallonerkirche.

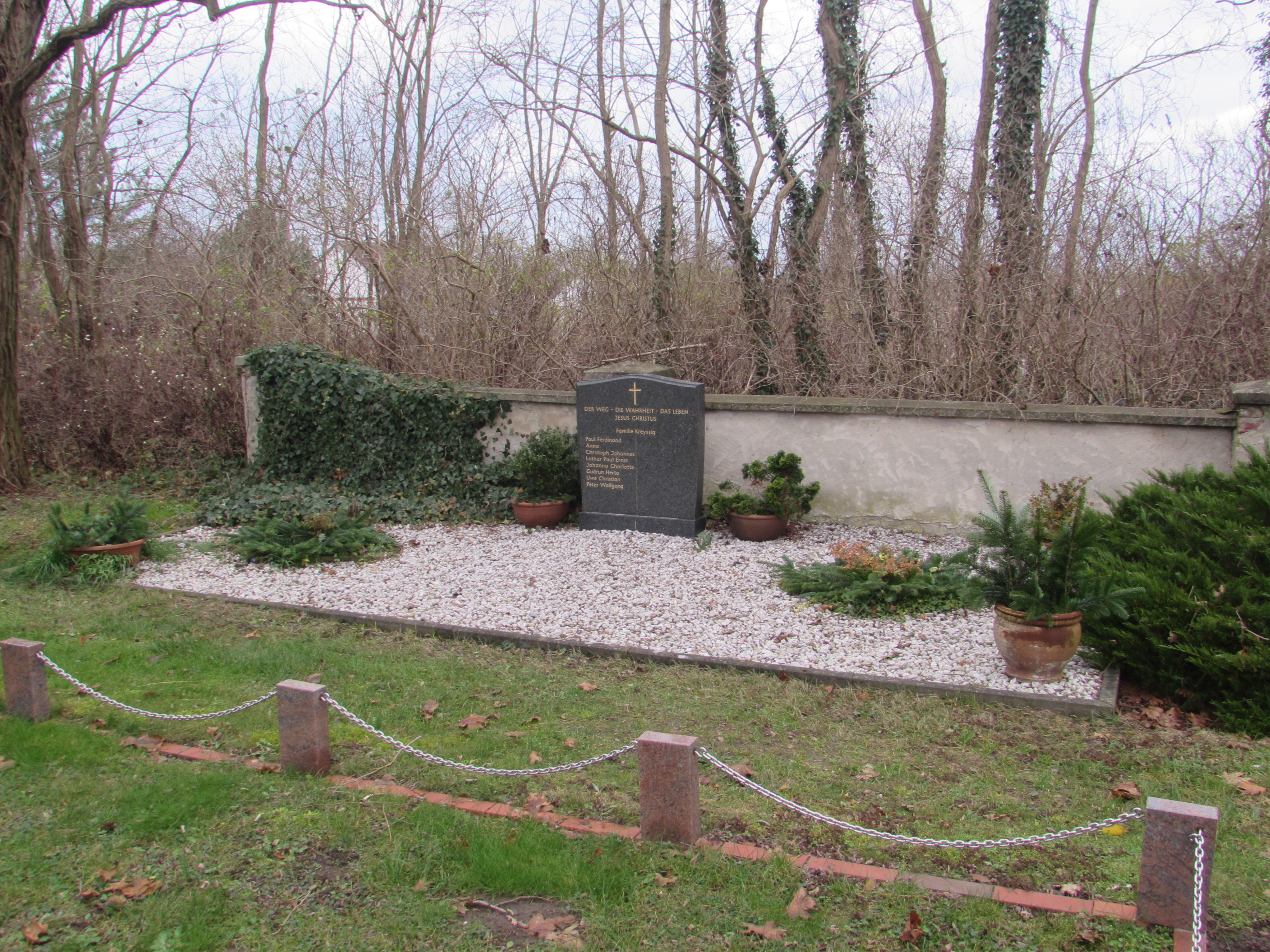
Familiengrabstätte in Hohenferchesar

1971 übersiedelte Kreyssig mit seiner Frau nach West-Berlin. Ab 1977 lebte er in einem Altersheim in Bergisch Gladbach, wo er 1986 starb. Lothar Kreyssig wurde im Familiengrab in Hohenferchesar beigesetzt.

## Ehrungen
Die Städte Flöha, Brandenburg, Magdeburg (siehe Magdeburger Straßenliste L), Karlsruhe und Bergisch Gladbach haben je eine Straße nach ihm benannt. In Flöha trägt eine Förderschule, in Lehnin ein Altenhilfezentrum seinen Namen. Das Gemeindehaus der Evangelischen Paul-Gerhardt-Kirchengemeinde Lichtenberg in Berlin-Karlshorst heißt seit 2006 Lothar-Kreyssig-Haus. Der Lothar-Kreyssig-Friedenspreis wird von der gleichnamigen, in Magdeburg ansässigen Stiftung seit 1999 alle zwei Jahre verliehen. 2019 erhielt diesen die in Rumänien tätige Sozialaktivistin Jenny Rasche, 2021 die belarussische Bürgerrechtlerin Swjatlana Zichanouskaja.
An seinem 100. Geburtstag wurde im Brandenburgischen Oberlandesgericht in Brandenburg an der Havel eine Gedenktafel enthüllt. Vor dem dortigen Gebäude des früheren Amtsgerichts, heute Sitz der Generalstaatsanwaltschaft des Landes Brandenburg, Steinstraße 61, erinnern zwei Stelen an Lothar Kreyssig, im Gebäudeinneren eine Tafel mit einem von seinem Biographen Konrad Weiß verfassten Text. Die Enthüllung dieser Gedenktafel erfolgte am 11. Juli 2007 durch seine Söhne Jochen und Uwe Kreyssig. Beide waren auch anwesend, als am 5. Mai 2008 vor dem Gebäude der Generalstaatsanwaltschaft eine von der Brandenburger Juristischen Gesellschaft gestiftete Gedenkstele erhüllt wurde, die an den 50. Jahrestag des Aufrufs von Lothar Kreyssig zur Gründung der Aktion Sühnezeichen erinnert. Am 22. Oktober 2006 fand im Bundesministerium der Justiz unter der Schirmherrschaft der Bundesjustizministerin Brigitte Zypries eine Gedenkveranstaltung anlässlich des 20. Todestages von Lothar Kreyssig unter großer Anteilnahme mit der Aktion Sühnezeichen Friedensdienste statt. Am 5. Juli 2008 wurde in Hohenferchesar, seinem Wohnort von 1937 bis 1972, ein Gedenkstein enthüllt.
Der Betreuungsgerichtstag e. V. verleiht ab 2012 alle zwei Jahre einen Förderpreis im Gedenken an Lothar Kreyssig. „Sein Mut, als Vormundschaftsrichter dem Willkürregime des Nationalsozialismus entgegenzutreten und den Mord an behinderten Menschen zu verhindern“, hatte Margot von Renesse bewogen, ihn als Namensgeber des Förderpreises vorzuschlagen.
2018 wurde Kreyssig zusammen mit seiner Frau posthum von der Holocaust-Gedenkstätte Yad Vashem als Gerechter unter den Völkern geehrt.

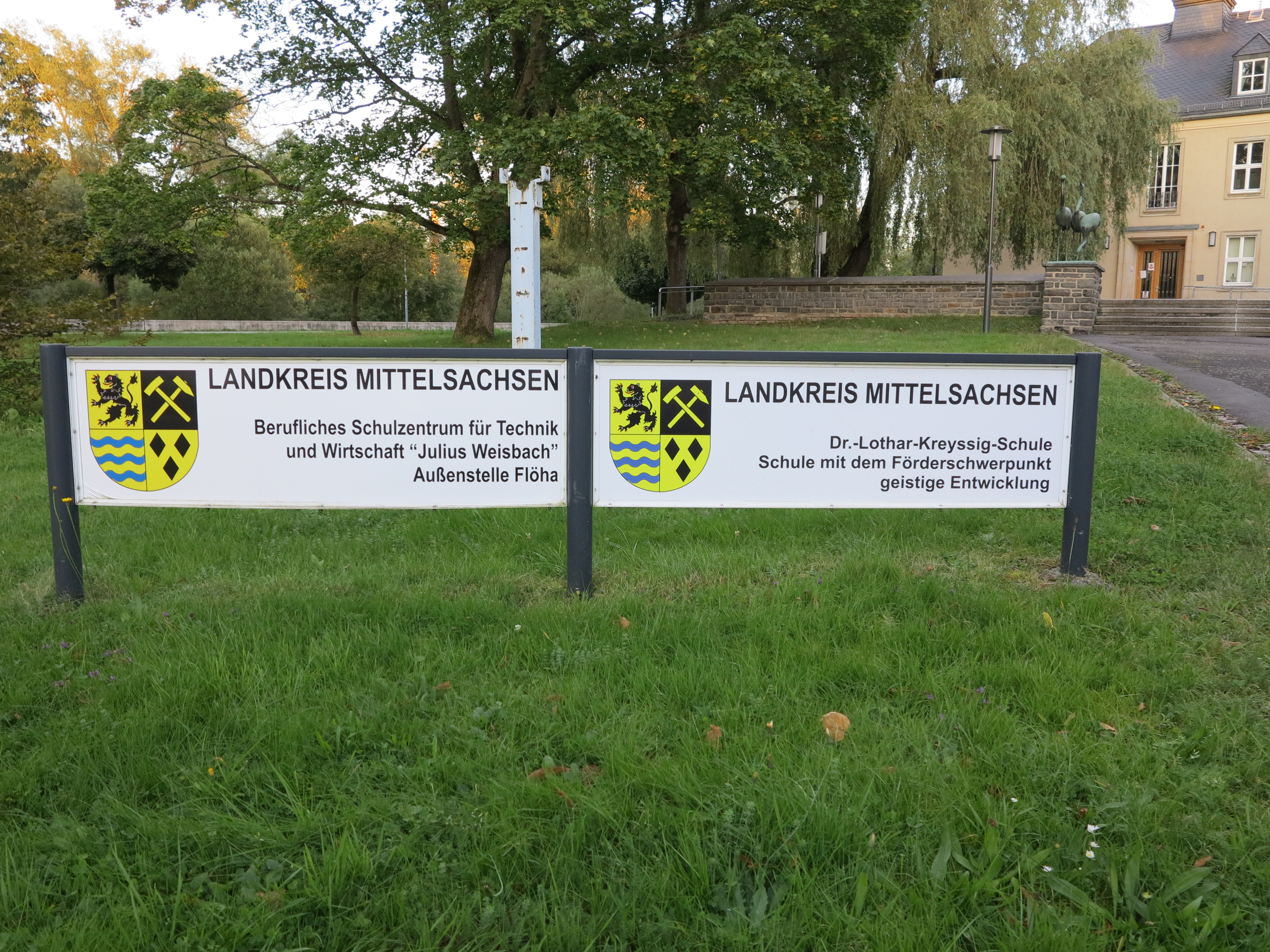
Die Geburtsstadt Flöha ehrt Lothar Kreyssig, den Verteidiger der Würde und des Lebensrechtes auch behinderter Menschen, durch die Benennung einer Förderschule.

## Werke
- Der strafrechtliche Begriff des Unzüchtigen als Masstab [i. e. Maßstab] unsittlicher Kunst. Leipzig, Univ., Diss., 1923
- Gerechtigkeit für David. Gottes Gericht und Gnade über dem Ahnen Jesu Christi. Nach dem 2. Buch Samuelis. Evangelische Verlagsanstalt, Berlin 1949
- Aufruf zur Aktion Sühnezeichen 1958 (PDF)